# Acholeplasma granularum
Acholeplasma granularum è una specie di batterio appartenente alla famiglia delle Acholeplasmataceae.